# Данкероде
Данкероде (нем. Dankerode) — деревня в Германии, в земле Саксония-Анхальт, входит в район Гарц в составе городского округа Гарцгероде.
Население составляет 802 человека (на 31 декабря 2007 года). Занимает площадь 11,81 км².

## История
Впервые упоминается в 6 января 992 года как Тенскиарарод.
Коммуна Данкероде входила в состав района Кведлинбург. Подчинялась управлению Унтерхарц.
1 августа 2009 года коммуна Данкероде была включена в состав города Гарцгероде.

## Примечания

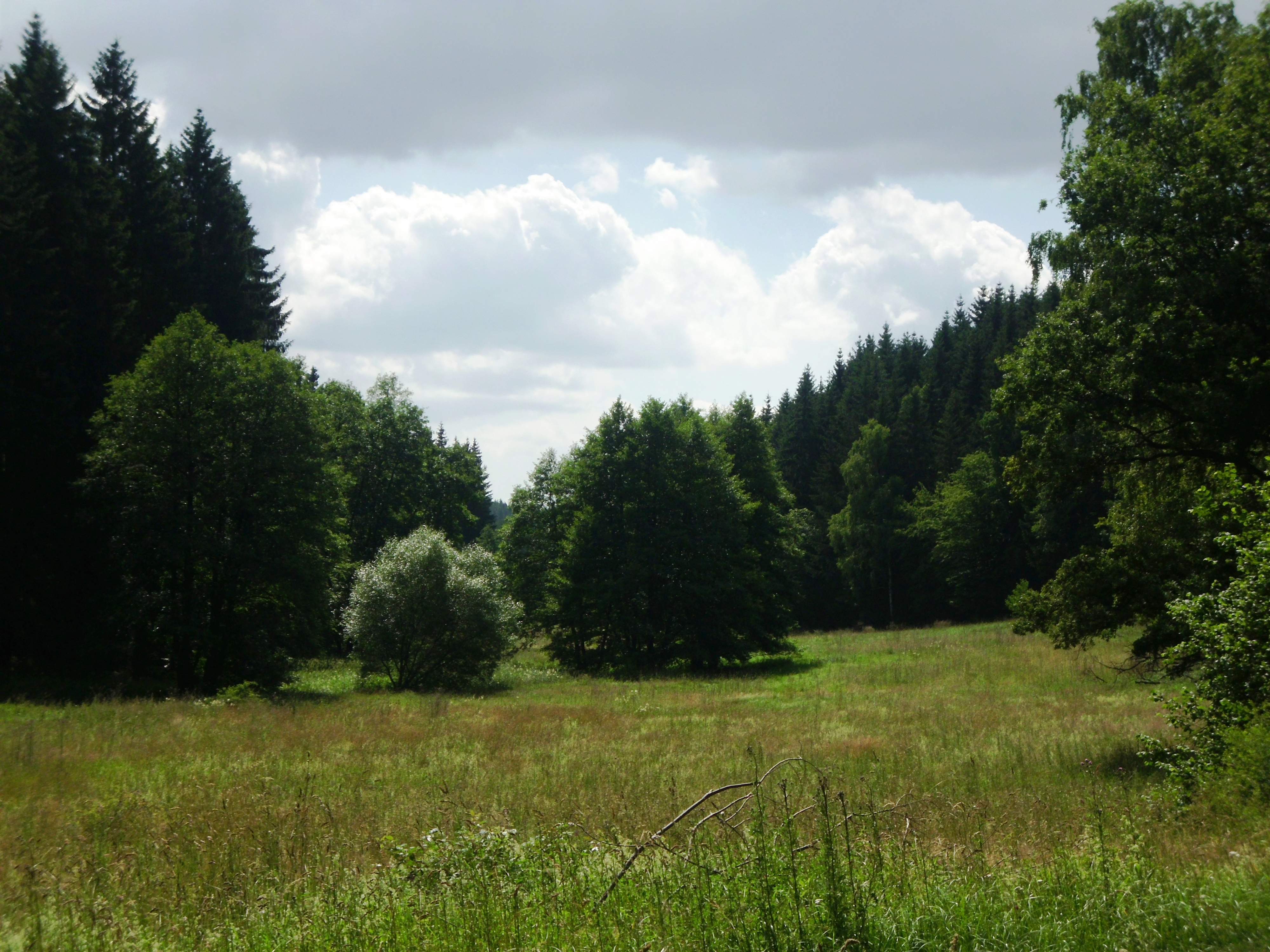
Местность вблизи Данкероде